# Эвхаритиды
Эвхаритиды (лат. Eucharitidae) — семейство паразитических наездников надсемейства Chalcidoidea отряда перепончатокрылых. Размеры мелкие (2—5 мм). Крылья с сильно редуцированным жилкованием.

## Биология
Паразиты личинок и куколок муравьёв (Formicidae). Первая стадия личинок (планидия, planidia) очень мелкая по размеру (менее 0,13 мм), сильно склеротизированная, подвижная и именно с ней связано проникновение (в том числе, через форезию) в муравейники.

## Распространение
Всемирное, но главным образом, в тропиках.

## Классификация
Мировая фауна включает 55 родов и более 400 видов, в Палеарктике — 10 родов и около 65 видов. Фауна России включает рода и 11 видов наездников этого подсемейства.
3 подсемейства. В 2009 году был описан ископаемый род и вид: Palaeocharis rex (Eucharitinae).
- Akapalinae Boucek, 1988 (1 род, 2 вида)
- Eucharitinae Walker, 1846 (около 50 родов, 350 видов)
- Oraseminae Burks, 1979 (4 рода, 70 видов)

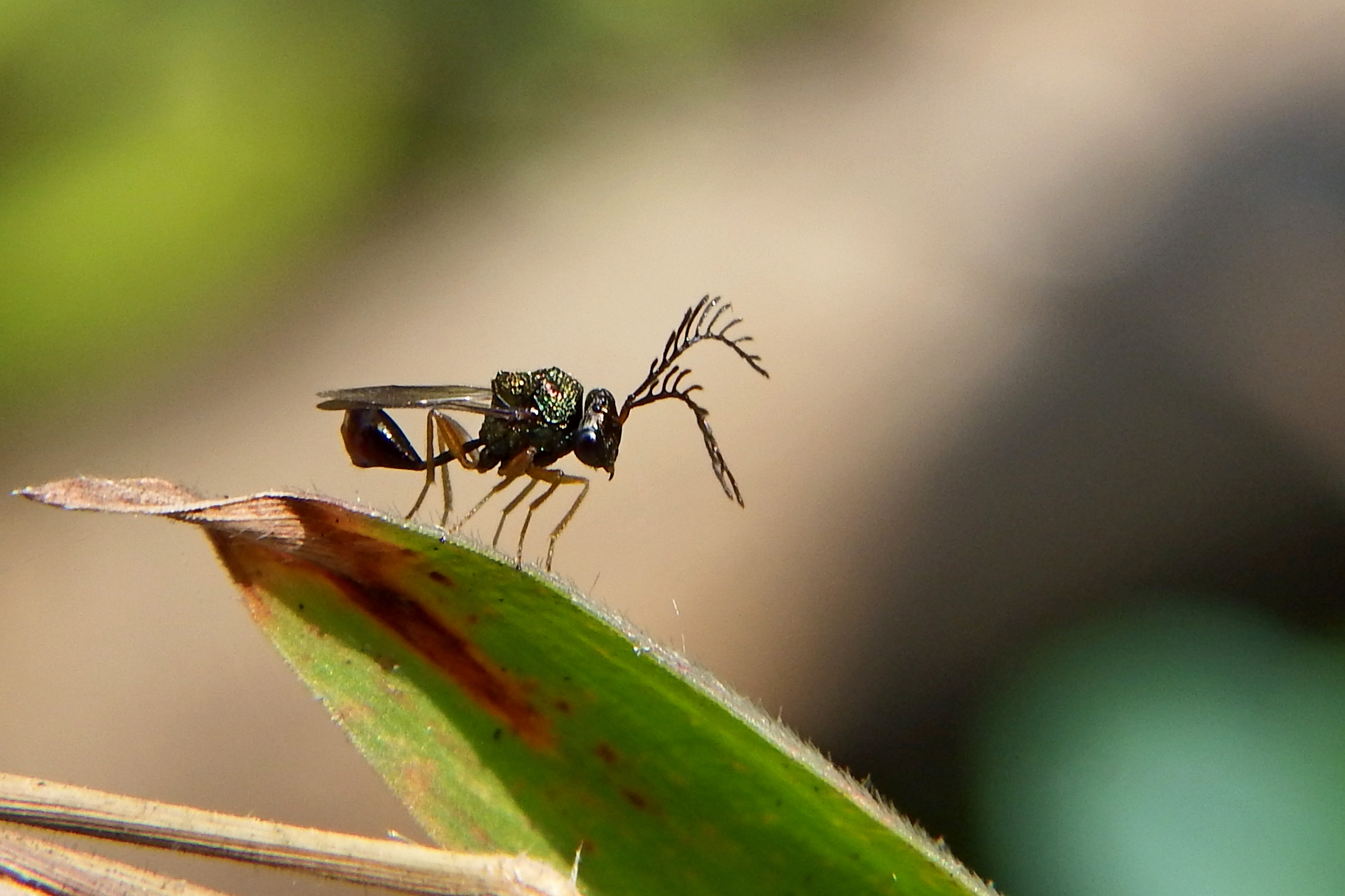
Chalcura
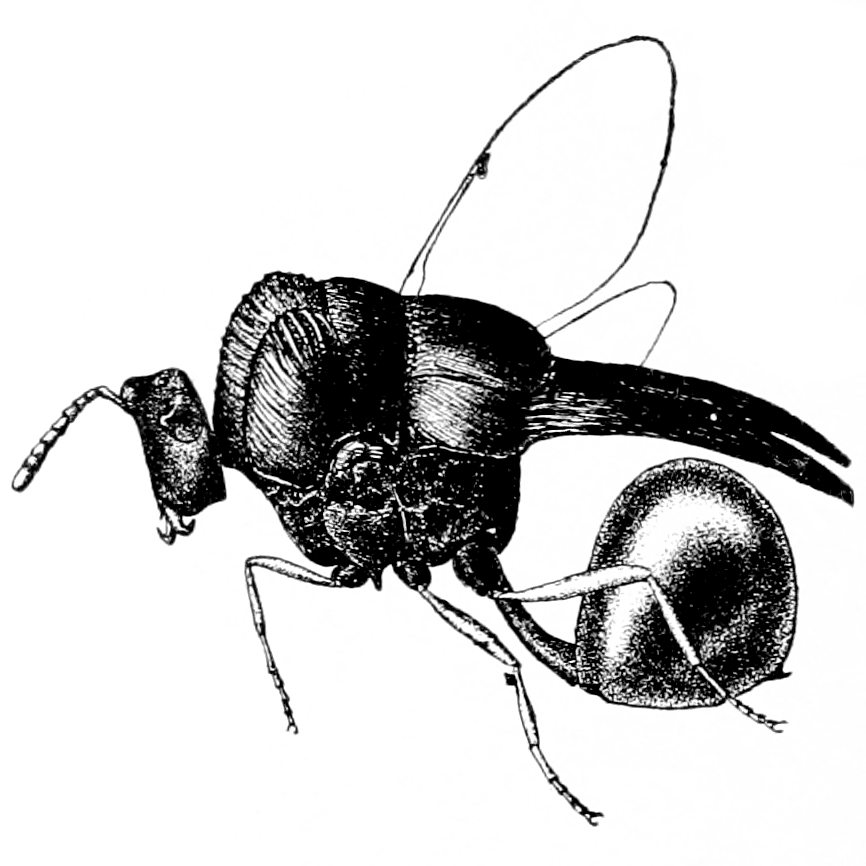
Isomerala coronata
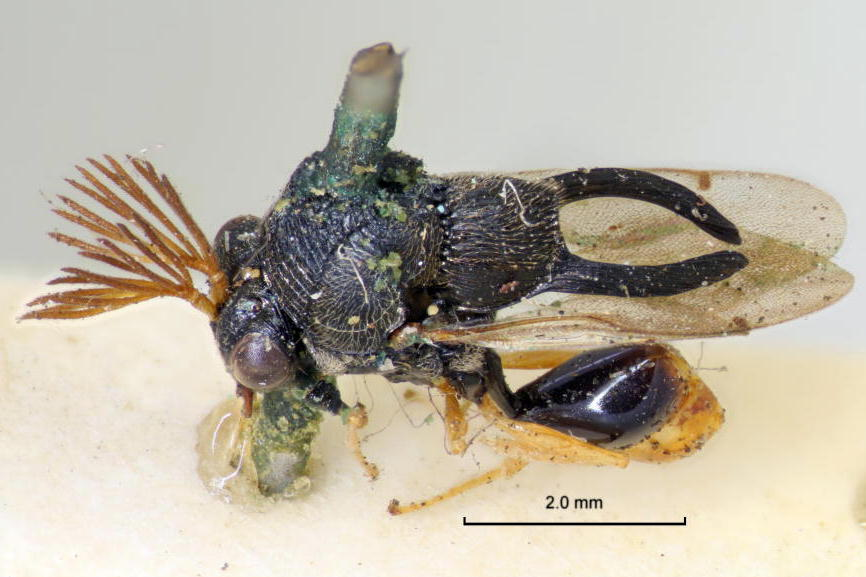
Kapala cuprea

## Список родов
Список родов по материалам Noyes (2001). Позднее, Heraty (2003) модифицировал эту таксономию, ниже не учтенную.
| - Подсемейство Akapalinae Boucek, 1988 - Akapala Girault, 1934 - Подсемейство Oraseminae Burks, 1979 - Indosema Husain & Agarwal, 1983 - Orasema Cameron, 1884 - Orasemorpha Boucek, 1988 - Timioderus Waterston, 1916 - Подсемейство Eucharitinae Walker, 1846 - Ancylotropus Cameron, 1909 - Anorasema Boucek, 1988 - Austeucharis Boucek, 1988 - Chalcura Kirby, 1886 (31 вид) - Cherianella Narendran, 1994 - Dicoelothorax Ashmead, 1899 - Dilocantha Shipp, 1894 - Eucharis Latreille, 1804 (41 вид) | - - Eucharisca Westwood, 1868 - Galearia Brullé, 1846 - Gollumiella Hedqvist, 1978 - Holcokapala Cameron, 1913 - Hydrorhoa Kieffer, 1905 - Isomerala Shipp, 1894 - Kapala Cameron, 1884 (18 видов) - Lasiokapala Ashmead, 1899 - Lirata Cameron, 1884 - Liratella Girault, 1913 - Lophyrocera Cameron, 1884 - Mateucharis Boucek & Watsham, 1982 - Neolosbanus Heraty, 1994 (16 видов) - Obeza Heraty, 1985 - Parakapala Gemignani, 1937 - Parapsilogastrus Ghesquière, 1946 - Propsilogaster Girault, 1940 - Pseudochalcura Ashmead, 1904 (13 видов) | - - Pseudokapala Gemignani, 1947 - Pseudometagea Ashmead, 1899 - Psilocharis Heraty, 1994 - Psilogasteroides Brèthes, 1910 - Psilogastrellus Ghesquière, 1946 - Rhipipalloidea Girault, 1934 - Saccharissa Kirby, 1886 - Schizaspidia Westwood, 1835 (39 видов) - Stibulaspis Cameron, 1907 - Stilbula Spinola, 1811 (31 вид) - Stilbuloida Boucek, 1988 - Striostilbula Boucek, 1988 - Substilbula Boucek, 1988 - Tetramelia Kirby, 1886 - Thoracantha Latreille, 1825 - Thoracanthoides Girault, 1928 - Tricoryna Kirby, 1886 |